# サイパン産交
サイパン産交（サイパンさんこう）とは、かつて九州産業交通が海外事業部の1つとしてサイパン島に現地法人として存在した同社系列の乗合バス事業会社である。
のちに九州産交系列会社としてのサイパン産交は解散し、新たな経営陣によって新生「サイパンサンコー」を立ち上げ、バス事業などを引き継いでいたが、現在はバス事業を廃止しランドオペレーターとして事業を継続している。

## 沿革
- 1984年12月 -  サイパン島に自動車運送事業のサイパン産交を設立
- 2005年3月 - 九州産業交通の債務超過により産業再生機構の支援の下、子会社整理の対象となり当社の所有株式を全部売却。会社清算を行い解散。同時にグアム島にあったグアム産交も閉鎖した事により、九州産交の海外事業部は廃止された。
- 2005年4月 - 外部より経営者を雇い入れ現地法人会社「サイパンサンコー」とし旧サイパン産交がおこなってきたバス事業を事実上継承
- 2011年3月 - 旅客輸送業務廃止
- 2011年8月 - 楽天トラベルの現地代理店契約締結、DFSギャラリア内にラウンジ及び事務所機能を移転。現在は楽天トラベル・阪急交通社などの現地オペレーター業務を取り扱っている

## 事業内容
- ランドオペレーター事業
  - 楽天トラベル・阪急交通社現地代理店としてランドオペレーター業務及びDFSギャラリア内にてラウンジを運営
- 人材派遣事業
- コンサルタント事業

## グループ会社
- グアムサンコーエンタープライズ
- グアムサンコートランスポーテーション
- マイクロネシアンホスピタリティーインク